# Treskavec kloster

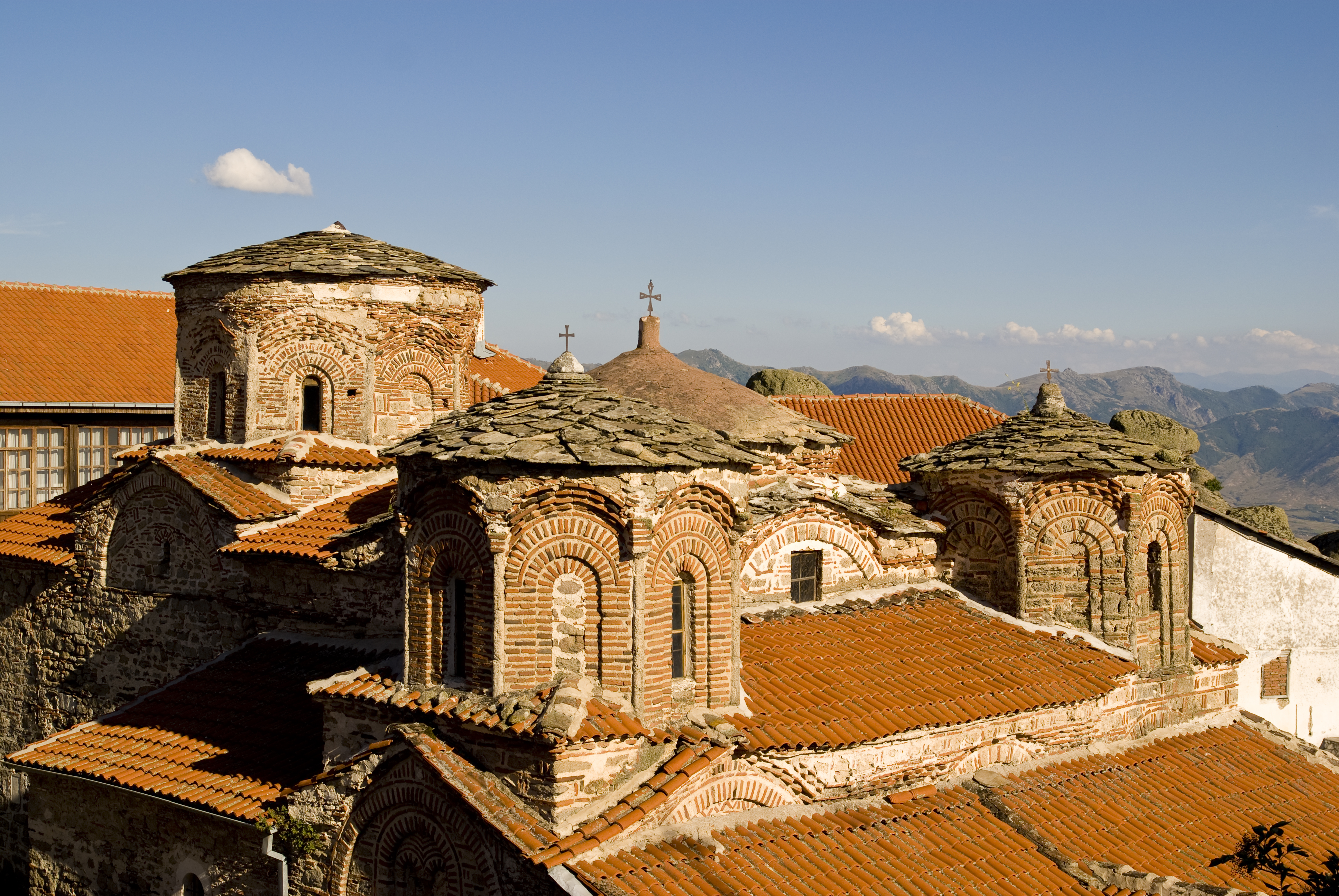
Vy över klostret

Treskavec kloster ligger nära staden Prilep i Nordmakedonien.
Klostret byggdes vid sluttningen av det 1100 meter höga berget Zlatovry (guldberget) och grottorna i närheten användes enligt uppskattningar över 1000 som bostad för munkar och nunnor. Treskavec byggdes under 1200-talet på resterna av en gammal försvarsanläggning. Enligt en teori var ruinen den romerska staden Kolobasei som förstördes under 600-talet. Byggnaden användes under den jugoslaviska tiden för andra ändamål och den blev under 1990-talet åter kloster. En brand förstörde 2013 delar av klostret men matsalen och klosterkyrkan som står på fundamenten av en tidigare basilika klarade sig. Några detaljer av basilikan som kors i marmor finns fortfarande. Värdefull är dessutom en gammal Bibel som förvaras i klostret och en dopfunt från 500-talet.
Ovanlig och påfallande är kranier av munkar som dödades av osmaner och en Jesusfigur i svart. I matsalen finns keramik från Romartiden. På en sida är rester av al fresco målningar synlig. Efter branden skapades en väg till klostret. Innan fanns endast en vandringsstig. Den enda bofasta personen i klostret är en munk som håller varje söndag gudstjänst.